# Manoir de la Touche-Carné
Le manoir de la Touche-Carné est un manoir dont les origines remontent au XVe siècle. Il est situé dans le Morbihan sur le territoire de la commune de Val d'Oust, et plus précisément dans la commune déléguée du Roc-Saint-André.

## Localisation
Le manoir est localisé au lieu-dit La Touche-Carné, à environ 2 km à vol d'oiseau au nord-est du centre-bourg du Roc-Saint-André.

## Historique
La tour escalier polygonale est la partie la plus ancienne. Construite en 1380, elle donnait vraisemblablement accès à une aile perpendiculaire au logis principal actuel, aujourd'hui disparue. Elle a été utilisée ensuite pour desservir le logis principal, bâti vers 1440 pour la famille de Carné, qui a donné son nom au domaine. Le terme "touche", dont l'usage est fréquent en toponymie, désigne un taillis, un petit bois.
Le manoir a appartenu à la famille de Carné jusqu'au XVIIe siècle . Il est vendu en 1638 aux Rogier, qui en font une dépendance de leur seigneurie de Crévy, située à La Chapelle-Caro. Il reste la propriété de cette famille jusqu'à la Révolution, période qui voit sa confiscation et sa vente en tant que bien national. A la Restauration le manoir revient aux Rogier puis connaît plusieurs propriétaires dont Gabriel de Provostaye (1812), Eugène de Poulpiquet (1816) ou le Vicomte de Pontbriand.
Au XXe siècle les bâtiments ont été utilisés comme une ferme. Le logis principal abritait une cabine téléphonique, premier téléphone des habitants du hameau de la Touche-Carné.
Depuis son dernier rachat en 1994, le manoir a fait l'objet d'un important projet de restauration qui a concerné tous les bâtiments, et notamment la métairie, qui avait été incendiée à la Révolution et dont il ne restait dès lors que des murs envahis par la végétation. Son propriétaire actuel a obtenu le 26 mai 1997 l'inscription sur la liste complémentaire des monuments historiques de la totalité du logis principal ainsi que des façades et toitures des communs et de la métairie.
Le manoir est une propriété privée, qui peut être visitée à l'occasion des journées européennes du Patrimoine.

## Architecture
L'ensemble des bâtiments formant le manoir est distribué autour d'une cour rectangulaire. Le logis principal, situé à l'ouest sur un petit côté du rectangle, se termine au nord-est par la tour escalier polygonale. Son rez-de-chaussée est occupé par une vaste salle qui servait à l'exercice du droit de haute justice du seigneur, chef de cette châtellenie. L'étage était réservé à la vie privée de la famille, et divisé en deux parties pourvues chacune d'une cheminée. Les salles hautes, situées sous les combles et éclairées par des lucarnes, ont disparu au XVIIe siècle à l'occasion d'une réfection de la charpente.  Accolée à la façade ouest du logis principal se trouve une petite aile comportant le cellier et la cuisine.
Un second corps de logis, la métairie, a été ajouté au sud de la cour à la fin du XVe siècle ou au début du XVIe siècle. Aux côtés de ce bâtiment se trouvent un puits et un imposant four à pain.
La cour est fermée au nord par un long bâtiment abritant les communs, bâtis au XVe siècle, et une étable du XIXe siècle.